# جيم كيهو
جيم كيهو (بالإنجليزية: Jim Kehoe)‏ هو منافس ألعاب قوى أمريكي، ولد في 3 يونيو 1918 في بيل أير في الولايات المتحدة، وتوفي في 17 يناير 2010.